# Annica Svensson
Annica Birgitta Teres Svensson (Björneborg, 3 de marzo de 1983) es una futbolista sueca que juega como defensa en el Eskilstuna United.

## Trayectoria
Comenzó en el Rävåsens IK en 1997 antes de fichar en 2002 por el Djurgarden, con el que debutó en la Liga de Campeones. En 2006 pasó al Hammarby. 
En 2010 fichó por el Tyresö y debutó con la selección sueca, con la que jugó el Mundial 2011 y los Juegos Olímpicos 2012. Tras la quiebra del Tyresö en 2013 pasó el resto de la temporada en el Vittsjö, y en 2014 fichó por el Eskilstuna United, debutante en la Damallsvenskan.  

## Vida personal
En diciembre de 2018 se casó con Vaila Barsley.